# Petras Vileišis

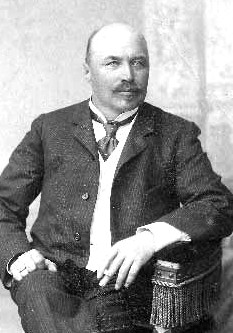
Petras Vileišis

Petras Vileišis (25 de janeiro de 1851 em Mediniai-12 de agosto de 1926 em Palanga) foi um político lituano proeminente, e um dos quatro irmãos Vileišis.